# Nathan Rybak
Nathan Samiïlovytch Rybak (ukrainien : Ната́н Самі́йлович Риба́к), né le  21 décembre 1912 (calendrier Julien) ou 3 janvier 1913 (calendrier grégorien) à Ivanivka dans l'oblast de  Kirovohrad dans le Gouvernement de Kherson et mort le 11 septembre 1978 à Kiev, est un écrivain, poète, romancier, nouvelliste, journaliste et correspondant de guerre ukrainien.

## Biographie
Entre 1929 et 1931, Nathan Rybak étudie à l'Institut de technologie chimique de Kiev. 
En 1930, il publie son premier poème dans le journal de Kiev "Pravda prolétarienne" et dans les deux décennies suivantes, il publie 3 recueils de poèmes et 20 nouvelles. 
En 1940, son roman historico-biographique  L'Erreur d'Honoré de Balzac, en ukrainien : «Помилка Оноре де Бальзака» (Pomylka Onore de Bal'zaka), a été tourné en film en 1969. 
Durant la Seconde Guerre mondiale, il participe à la guerre germano-soviétique en tant que correspondant militaire de l'Armée rouge. Durant la guerre, il participa activement à l'organisation de l'Union nationale des écrivains d'Ukraine réfugiée à Oufa.
En 1950, il a reçu le prix Staline pour le premier livre du roman historique Traité de Pereïaslav, paru en 1948, dans lequel il décrit le Soulèvement de Khmelnytsky comme la lutte du peuple ukrainien pour la réunification avec la Russie contre la domination polonaise.
Nathan Rybak était marié à la sœur du dramaturge Olexandr Kornitchouk et vivait à Kiev. 
Le 11 septembre 1978, il meurt dans un accident de voiture à l'âge de 65 ans et a été enterré au cimetière Baïkov.